# Hébreu séfarade
Pour les articles homonymes, voir Hébreu (homonymie).
L'hébreu séfarade fait référence à un système de prononciation de l'hébreu biblique utilisé en liturgie par les Juifs séfarades. Sa phonologie a été influencée par la proximité de langues telles que l'espagnol, le ladino, le portugais, le néerlandais ou l'arabe.

## Phonologie de l'hébreu séfarade
Il existe des variations entre les différentes formes de l'hébreu séfarade, mais les généralisations suivantes peuvent être effectuées :
- l'accent se porte en général sur la dernière syllabe partout où c'est le cas en hébreu biblique.
- on tente de prononcer le ayin bien que cela soit variable selon les communautés.
- le resh est invariablement trillé (comme la erre (r) espagnole), plutôt qu'uvulaire (comme le r français).
- /t/ et /d/ sont le plus souvent prononcés comme des consonnes dentales occlusives que comme des consonnes alvéolaires.
- il existe toujours une distinction phonétique entre le ת (tav) et le ס (samekh).
- les dialectes séfarades utilisent le système kimhien à cinq voyelles (a, e, i, o, u), avec ou sans distinction de longueur de voyelle :
  - Tsere est prononcé [eː], et non [ei].
  - Holam est prononcé [oː], et non [au] ou [oi].
  - Kamatz gadol est prononcé [aː], et non [o].

Cette dernière différence est le shibboleth standard distinguant l'hébreu séfarade de l'hébreu ashkénaze (et yéménite). La différenciation entre le kamatz gadol et kamatz katan se fait selon des règles purement phonétiques sans considération de l'étymologie, ce qui conduit parfois à des prononciations par épellation dérogeant aux règles indiquées dans les livres de grammaire pour l'hébreu biblique. Ainsi, כָל (tout), lorsqu'il ne possède pas de trait d'union, est prononcé « kal » plutôt que « kol » (dans « kal 'atsmotai » et « Kal Nidre », et צָהֳרַיִם (midi) est prononcé « tsahorayim » plutôt que « tsohorayim ». On retrouve ce trait dans l'hébreu mizrahi, mais pas en hébreu moderne. Il est représenté dans la translittération des noms propres dans la Bible du roi Jacques, comme « Naomi », « Aholah » et « Aholibamah ».

## Variantes
Les Séfarades divergent sur la prononciation du « bet raphe » (ב, bet sans dagesh). Les séfarades marocains, grecs, turcs, des Balkans et hiérosolymitains le prononcent habituellement [v], ce qui est retranscrit dans l'hébreu moderne. Les Juifs hispano-portugais le prononcent traditionnellement [b] comme la plupart des Juifs mizrahim, bien que cela décline en raison de l'influence de l'hébreu moderne israélien.
Cela peut refléter les modifications de prononciation de l'espagnol (castillan). En castillan médiéval (et en ladino), b et v étaient des phonèmes distincts, avec les mêmes sons qu'en français. En castillan de la Renaissance et moderne, les sons des deux lettres se sont confondus, et elles sont toutes deux prononcées [β] (v bilabial) lorsqu'une voyelle suit et [b] autrement. Les Juifs des pays hispanophones d'Amérique du Sud, y compris les Ashkénazes, ont tendance à appliquer cette règle dans leur prononciation de l'hébreu, et elle est parfois appliquée par les Séfarades en Israël pour cette même raison[réf. nécessaire].
Il existe également une différence de prononciation de taw raphe (ת (taw sans dagesh):
- la prononciation séfarade normale (reflétée dans l'hébreu moderne israélien) est une consonne occlusive dentale non voisée ([t]);
- les Séfarades grecs (comme certains Juifs mizrahim, les Irakiens et Yéménites) le prononcent comme une consonne fricative dentale sourde ([θ]);
- certains Juifs hispano-portugais et séfarades de tradition hispano-marocaine, ainsi que certains Juifs italiens, le prononcent comme une consonne occlusive dentale voisée ([d]) ou fricative dentale voisée ([ð]).

La prononciation italienne de l'hébreu est proche de l'hébreu séfarade et peut être considérée comme une de ses variantes.
Dans les communautés en Italie, Grèce et Turquie, he ne se prononce pas comme [h], mais comme une lettre silencieuse. Ceci est dû à l'influence de l'italien, du ladino et, dans une moindre mesure, au grec, dans lesquels ce son n'existe pas. C'est aussi le cas dans les premières translittérations de manuscrits hispano-portugais (par exemple, Ashkibenu par rapport à Hashkibenu), mais de nos jours, h est toujours prononcé dans ces communautés. L'hébreu moderne basilectal possède cette caractéristique, mais elle est considérée comme sous-standard.

## Histoire
Il existe plusieurs théories sur l'origine des différentes traditions de lecture de l'hébreu. Le clivage basique existe entre ceux qui croient que les différences apparurent en Europe médiévale et ceux qui pensent que ces différences reflètent des différences plus anciennes entre les prononciations de l'hébreu et de l'araméen existant dans les différentes régions du Croissant fertile, soient la Judée, la Galilée, la Syrie, la Mésopotamie septentrionale et la Babylonie. 
Dans le premier groupe de théories, H.J. Zimmels croyait que la prononciation ashkénaze était apparue dans l'Europe de la fin du Moyen Âge et que la prononciation prévalant en France et en Allemagne au temps des Tossafistes était similaire à la séfarade. Il s'appuyait pour cela sur le fait qu'Asher ben Jehiel, un Allemand devenu Grand-Rabbin de Tolède, n'avait jamais indiqué de différence de prononciations, bien qu'il fût normalement très sensible aux différences entre les deux communautés.
La difficulté avec le second groupe de théories est que nous ne connaissons pas de manière certaine quelles furent les prononciations dans les régions et quand et où elles divergèrent. Depuis l'expulsion des Juifs d'Espagne en 1492, si ce n'est avant, la prononciation séfarade des voyelles est devenue standard dans toutes ces régions, gommant toutes les différences qui pouvaient exister auparavant. Cela rend plus dur de trancher entre les différentes théories sur la relation entre les systèmes de prononciation contemporains et passés.
Leopold Zunz croyait que la prononciation ashkénaze dérivait de celle de la Palestine aux temps gueoniques (VIIe - XIe siècles), alors que la prononciation séfarade dérivait de celle de la Babylonie. Cette théorie était appuyée par le fait que, par certains aspects, l'hébreu ashkénaze ressemble au dialecte occidental du syriaque alors que l'hébreu séfarade à l'oriental, par exemple : Peshitta en syriaque oriental et Peshito en syriaque occidental. L'hébreu ashkénaze dans sa forme écrite ressemble également à l'hébreu palestinien dans sa tendance aux épellations masculines (voir mater lectionis).
D'autres, comme Abraham Zevi Idelsohn, croyaient que la distinction est plus ancienne, et traduit la distinction entre les dialectes judéen et galiléen de l'hébreu aux temps mishnaïques (Ier - IIe siècles), la prononciation séfarade dérivant du judéen et l'ashkénaze du galiléen. Cette théorie s'appuie sur le fait que l'hébreu ashkénaze, comme l'hébreu samaritain, a perdu les sons distincts de nombreuses lettres gutturales, des références dans le Talmud indiquant que c'est un trait caractéristique du parler galiléen. Abraham Zevi Idelsohn lie la prononciation ashkénaze (et galiléenne dans sa théorie) /o/ du qamats gadol à l'influence du phénicien (cf. déplacement cananéen).
À la période massorète (VIIIe - Xe siècles), il existait trois notations distinctes pour indiquer les voyelles ainsi que d'autres détails de prononciation dans les textes bibliques et liturgiques : la babylonienne, la palestinienne et la tibérienne. Cette dernière a finalement pris le pas sur les deux autres et est toujours utilisé de nos jours.
De ces notations, la palestinienne fournit la meilleure correspondance à la prononciation séfarade actuelle : ainsi, il n'existe pas de distinction entre pataẖ et qamats, ou entre segol et tsere (de manière similaire, la notation babylonienne correspond à la prononciation yéménite). La notation tibérienne ne correspond pas vraiment à une prononciation en usage de nos jours, bien que la prononciation sous-jacente ait pu être reconstituée par des chercheurs (voir vocalisation tibérienne (en)). Une variante de la notation tibérienne a été utilisée par les Ashkénazes avant d'être supplantée par la version standard.
Les règles acceptées de la grammaire hébraïque, comprenant la prononciation séfarade actuelle, furent fixées en Espagne médiévale par des grammairiens tels que Judah ben David Hayyuj et Jonah ibn Janah. La notation tibérienne était alors déjà utilisée de manière universelle, bien que cela ne soit pas reflété dans la prononciation. Les grammairiens espagnols acceptèrent les règles indiquées par les Massorètes tibériens, avec les variations suivantes :
1. la prononciation traditionnelle séfarade des voyelles (héritée, comme il le semble, de l'ancien système palestinien) est maintenue. Leur échec à la faire correspondre à la notation tibérienne est rationalisée par la théorie que les distinctions entre les symboles tibériens représentaient des différences de longueur plus que de qualité : ainsi pataẖ est un a court, qamats un a long, segol un e court et tsere un e long.
2. la théorie des voyelles courtes et longues fut aussi utilisée pour adapter l'hébreu aux règles de la métrique poétique arabe. Ainsi, en poésie arabe (et persane), lorsqu'une voyelle longue existe dans une syllabe fermée, une syllabe supplémentaire (courte) est considérée comme présente pour des raisons métriques, bien que n'étant pas présente dans la prononciation. De manière similaire en hébreu séfarade, un shewa suivant une voyelle longue est invariablement traité comme vocal. En hébreu tibérien, ceci est seulement vrai lorsque la voyelle longue est marquée par un meteg.

D'autres différences avec le système tibérien :
- les Séfarades prononcent actuellement shewa na /e/ dans toutes les positions, bien que les anciennes règles (comme dans le système tibérien) soient plus complexes[3].
- Resh est invariablement prononcé par les Séfarades comme un trille alvéolaire « frontal ». Dans le système tibérien, la prononciation apparaît comme ayant varié avec le contexte, et donc il est traité comme une lettre avec une double (parfois triple) prononciation.

En bref, l'hébreu séfarade apparaît comme un descendant de la tradition palestinienne, partiellement adapté afin de s'adapter à la notation tibérienne et influencé par la suite par la prononciation de l'arabe, du castillan et du ladino.

## Influence sur l'hébreu israélien
Lorsqu'Eliézer Ben Yehoudah débuta sa « Langue hébraïque standard », il la basa sur l'hébreu séfarade, à la fois parce qu'il était de facto utilisé comme lingua franca sur les terres d'Israël et parce qu'il croyait qu'il était le plus beau des dialectes de l'hébreu. Cependant, la phonologie de l'hébreu moderne est, dans certains aspects, ressemblante à celle de l'hébreu ashkénaze, y compris l'élimination de l'articulation pharyngale et la conversion du /r/ d'une consonne battue alvéolaire voisée à une consonne fricative uvulaire voisée.

### Sources
- Solomon Almoli, Halichot Sheva, Constantinople, 1519.
- Paul E. Kahle, Masoreten des Ostens: Die Altesten Punktierten Handschriften des Alten Testaments und der Targume, 1913, réimprimé en 1966.
- Paul E. Kahle, Masoreten des Westens: 1927, réimprimé en 1967 et 2005.
- Shelomo Morag, 'Pronunciations of Hebrew', Encyclopaedia Judaica XIII, 1120–1145.
- (en) Angel Sáenz-Badillos (trad. John Elwolde), A History of the Hebrew Language, Cambridge, Angleterre, Cambridge University Press, 1996, 1re éd., 371 p., poche (ISBN 978-0-521-55634-7 et 0-521-55634-1, LCCN 95018821, lire en ligne)
- H.J. Zimmels, Ashkenazim and Sephardim: their Relations, Differences, and Problems As Reflected in the Rabbinical Responsa, Londres 1958 (réimprimé depuis),  (ISBN 0-88125-491-6)